# Pietro Biron
Pietro von Biron (in tedesco Peter von Biron; Mitau, 15 febbraio 1724 – Gellenau, 13 gennaio 1800) fu l'ultimo duca di Curlandia e Semigallia, dal 1769 al 1795 e duca di Sagan dal 1786.

## Biografia
Figlio maggiore di Ernesto Giovanni Biron aristocratico di origine sveva. All'età di 16 anni si ritrovò col padre e col fratello maggiore in esilio in Siberia e - per ordine della Zarina Elisabetta I - trascorse un anno a Jaroslavl', nella Russia dell'ovest. Nel 1762 lo Zar Pietro III lo richiamò a corte con il padre e fu poi la successiva Zarina, Caterina a reintegrare il padre di Pietro, Ernesto Giovanni, al governo del Ducato di Curlandia. Ernesto Giovanni morì nel 1769 e Pietro fu il suo successore.
Pietro Biron governò dal 1769 al 1795 e ottenne, la maggior parte delle volte su interessamento della Russia, alcuni territori in Prussia e Boemia orientale. Oltre alla signoria ereditata dal padre a Polnisch-Wartenberg (oggi Sycόw nel distretto di Oleśnica), in Slesia, si ricordano anche
- 1782 - a Berlino il "Palazzo di Curlandia",
- 1785 - il Castello di Friedrichsfelde a Berlino,
- 1786 - il Ducato di Sagan (Żagań) in Slesia ed il suo castello (1792–1796)
- 1787 - la Signoria di Deutsch-Wartenberg (oggi Otyń presso Zielona Góra)
- 1788 - la Signoria di Nettkow
- 1792 - la signoria di Náchod in Boemia.

Alla terza divisione della Polonia, nel 1795, il regno di Stanislao II Augusto Poniatowski e la Curlandia passarono alla Russia. Pietro Biron venne sollevato dall'incarico, ma continuò, per ordine della Zarina Caterina, a percepire una rendita annuale di 25.000 ducati. Il patrimonio della Curlandia, al momento del suo passaggio di potere, contava due milioni di rubli, che passarono alle casse dello stato russo.
Pietro Biron si trasferì con la famiglia nel Ducato di Sagan, che gli era stato lasciato come indennizzo. Negli anni successivi ottenne nuovi privilegi
- 1796 - il Palazzo Czernin a Praga
- 1798 - la Signoria di Hohlstein (Skała) presso Löwenberg (oggi Lwówek Śląski nel distretto di Lwówek Śląski)
- 1798 - la Signoria di Chvalkovice

Pietro Biron era un protettore della musica e delle arti. A Mitau fondò un Ginnasio ed altri istituti vennero fondati a Nachod.
Nel 1786 a Bologna, grazie alla sua donazione di mille zecchini d'oro si istituì il Premio Curlandese che, fino alla prima metà del '900, annualmente premiava il miglior studente in arte.

## Matrimonio e figli
Pietro Biron sposò:
1) Principessa Carolina di Waldeck e Pyrmont (14 agosto 1748 - 1782) ad Arolsen, il 15 ottobre 1765 dalla quale si separò mel 1772, senza eredi.
2) Evdokija Borisovna Jusupova (16 maggio 1743 - 1780), il 6 marzo 1774, dalla quale si separò nel 1778, senza eredi.
3) Contessa Dorotea di Medem (un membro della vecchia nobiltà di Curlandia), il 6 novembre 1779, dalla quale ebbe sei figli, di cui sopravvissero solo quattro figlie femmine:
- Principessa Guglielmina Duchessa di Sagan; alla morte di Pietro, fu colei che ereditò il ducato di Sagan in Slesia e la signoria di Náchod in Boemia.
- Principessa Paolina (Mitau, 19 febbraio 1782 - Vienna, 8 January 1845); sposò il Principe Federico Ermanno, Principe di Hohenzollern-Hechingen; alla morte di Pietro, ereditò il Palazzo Czernin a Praga e la signoria di Hohlstein e Nettkow, ed alla morte di Guglielmina ereditò anche il ducato di Sagan in Slesia e la signoria di Náchod in Boemia.
- Principessa Giovanna Caterina (Würzau, 24 June 1783 - Löbichau, 11 April 1876); sposò Francesco Ravaschieri Fieschi Squarciafico Pinelli Pignatelli y Aymerich, Duca di Acerenza. Nel 1806 eredito il Kurland-Palais a Dresda ed alla morte di sua madre ereditò la signoria di Löbichau presso Altenburg.
- Principessa Dorotea, sposò Edmond de Talleyrand-Périgord, II duca di Talleyrand e I duca di Dino in Calabria. Un nobile polacco, Alexander Batowski, era il suo padre biologico, ma Pietro la riconobbe come figlia propria. Alla morte di Pietro ereditò il Kurland-Palais di Berlino e la signoria di Deutsch-Wartenberg (Otyń); alla morte della sorellastra Paolina nel 1842 ereditò anche il Ducato di Sagan.

Pietro ebbe inoltre una relazione con Anna Marie Friederike von Manteuffel dalla quale nacque una figlia:
- Enrichetta Federica, Contessa di Wartenberg, che sposò il Conte Carlo Filippo di Hardenberg.